# Джон Вайсман
Джон Вайсман (на английски: John Weisman) е американски писател на бестселъри в жанра трилър.

## Биография и творчество
Джон Вайсман е роден на 1 август 1942 г. в Ню Йорк, САЩ, в семейството на Абнър Вайсман (лекар) и Сайд Любов (учителка). Учи в гимназия „Бърч Уатън“. През 1964 г. се дипломира в колежа „Бард“.
В периода 1969 – 1970 г. е главен редактор на списание „Coast“ в Лос Анджелис, Калифорния, а през 1970 – 1971 г. работи към списание „Rolling Stone“. В периода 1971 – 1973 г. работи в „Detroit Free Press“ в Детройт, Мичиган. От 1973 г. работи сътрудник и редактор в „TV Guide Magazine“ в Рандор, Пенсилвания, а от 1977 г. е шеф на бюрото във Вашингтон. В периода 1989-1991 г. е старши научен сътрудник в Североизточния университет в програмата „Annenberg“ за политически изследвания на публикациите.
По време на своята работа Джон Вайсман е работил в повече от 30 страни по света по различни задачи, обхващащи и войните в Централна Америка и Близкия изток. Публикувал е свои материали в широк кръг от издания. Работил е по публикации в списание „Soldier of Fortune“ и като колумнист към „www.military.com“. В периода 1994-2002 г. разработва контратерористични сценарии към обучителните програми на „Heckler & Koch“. Лектор е в Националния военен колеж във Форт „Лесли Макенър“, Американския университет, Университетът Корнел и Калежа „Логууд“. От 2003 г. участва в много телевизионни предавания като експерт по тероризма и разузнаването. През 2005 г. германското правителство го кани да представи пет лекции за състоянието на разузнавателната общност на САЩ. През 2010 г. изнася лекции за ислямистката радикализация и борба с тероризма.
Започва да пише в началото на 70-те години. Първите му произведения са в съавторство с писателя Брайън Бойър по поредицата „Ловците на глави“. Пробивът в писателската му кариера идва през 1989 г. със съвместния документален роман с бившия агент на ЦРУ Феликс Родригес „Shadow Warrior“. От тази година той се посвещава предимно на писателското си поприще.
В началото на 90-те години участва като съавтор на американския офицер и морски тюлен Ричард Марчинко в написването на неговия художествено-автобиографичен роман „Свирепия“. Той става бестселър с осем месеца в списъка на „Ню Йорк Таймс“, от които 4 седмици на първо място. Успехът дава началото на популярната и дълга едноименна поредица, по която Вайсман работи с Марчинко до нейната 10-а книга.
Романът му „Jack in the Box: Shadow War Thriller“ от 2004 г. е определен като един от най-добрите произведения в шпионската тематика.
На 12 февруари 1983 г. Джон Вайсман се жени за Сюзън Повенмаер (държавен служител). Той живее със семейството си в планината „Блу Ридж“ в Блюмонт, и на крайбрежието на Флорида в Пенсакола.

## Произведения

### Самостоятелни романи
- Evidence (1980)
- Watchdogs (1983)
- Blood Cries (1987)
- Soar: A Black Ops Mission (2003)
- Jack in the Box: Shadow War Thriller (2004)
- Пряко действие, Direct Action (2005)
- KBL: Kill Bin Laden (2011)

### Серия „Ловците на глави“ (Headhunters) – с Брайън Бойър
1. Heroin Triple Cross (1974)
2. Starlight Motel Incident (1974)
3. Three Faces of Death (1974)
4. Quadraphone Homicide (1975)

### Серия „Свирепия“ (Rogue Warrior) – с Ричард Марчинко
1. Свирепия, Rogue Warrior (1992)
2. Свирепия ІІ: Червената клетка, Red Cell (1994)
3. Свирепия ІІІ: Зелената група, Green Team (1995)
4. Свирепия ІV: Специална група „Блу“, Task Force Blue (1996)
5. Свирепия VІ: Код: Злато, Designation Gold (1997)
6. Свирепия VІІ: „Тюлени Алфа“, Seal Force Alpha (1998)
7. Option Delta (1999)
8. The Real Team (1999)
9. Свирепия 11: Взвод „Ехо“, Echo Platoon (2000)
10. Detachment Bravo (2001)

от серията има още 8 романа от Ричард Марчинко с Грег Уалкър и Джим Дефелис

### Документалистика
- Guerrilla Theater: Scenarios for Revolution (1973)
- Shadow Warrior (1989) – с Феликс Родригес
- The Last Warrior: The Explosive Autobiography of a CIA Officer with the License to Kill (2000)